# Florence Delaage
Florence Delaage, née à Dinard le 1er juin 1943, est une pianiste française.

## Biographie
Florence Delaage nait d'un père architecte et d'une mère musicienne qui la met très tôt au piano. Sa grand-mère est professeure au Conservatoire de Paris et, si l'on remonte plus haut, ses trisaïeuls, violonistes et violoncellistes à l'Opéra de Paris, avaient joué dans la première de Tannhäuser. Très jeune, elle joue devant Alfred Cortot qui lui propose de devenir son élève particulière. Démissionnant du Conservatoire de Paris où elle vient d'être reçue première à l'unanimité, elle suit l'enseignement du maitre, célèbre cofondateur de l'École normale de musique de Paris. Chaque semaine, elle se rend à Lausanne dans sa villa qui surplombe le lac Léman. 
Amie de Dino Ciani, jeune pianiste italien qui disparait prématurément, elle reçoit en outre les conseils techniques de Georges Cziffra, avant de mener une carrière de concertiste internationale. 
Elle donne son premier concert à Florence, dans les jardins du Palazzo Pitti, devant 2 000 spectateurs. 
Si elle a joué à Paris, salle Gaveau, salle Pleyel et au théâtre des Champs-Élysées, elle s'est surtout produite en Allemagne, en Autriche, en Italie, en Argentine et aux États-Unis où elle donne régulièrement des classes de maitre. Chaque année, elle joue à Bayreuth les transcriptions de Wagner-Liszt. Wolfgang Wagner l’y déclare « fabelhaft » (fabuleuse). S'il a longtemps existé peu d'enregistrements disponibles, un concert qu'elle a donné en 2001 au Nouveau Théâtre de Turin, a fait l'objet d'un CD, avec des pièces de Chopin, Ravel et Debussy. En outre, plusieurs CD de référence ont été produits au début des années 2010. Le jeu de cette pianiste que Georges Cziffra considérait comme une « artiste exceptionnelle » est réputé pour sa grande musicalité et son extrême délicatesse.
Alfred Cortot, qui disait : « Si j'avais eu une fille, elle eût été Florence Delaage ». lui lègue ses deux pianos, ainsi qu'une bague de Franz Liszt. Elle enregistre plusieurs disques chez elle avec le piano du maitre, un Steinway B n° 91814 datant de 1896. Le piano est en parfait état, n’a jamais été modifié et garde les réglages et les marteaux d’origine. 
Par décret du 30 décembre 2016 de la Présidence de la République française, elle est nommée, sur rapport du Premier Ministre, chevalière de la Légion d'honneur.
Chaque année depuis 1971, elle donne un récital à Dinard, au profit des œuvres sociales de la ville.

## Discographie (partielle)
- Florence Delaage joue sur le piano d'Alfred Cortot, 2 CD, Piano Anthology, IndéSens, 2010, INDE020
- Frédéric Chopin, 24 Préludes sur le piano d'Alfred Cortot, Piano Anthology, IndéSens, 2011, INDE031
- Liszt, Chopin, Wagner, Verdi, The Paris Concert, Hommage à Alfred Cortot, Calliope, 2013, CAL1316
- Endless Wagner (Richard Wagner dans ses transcriptions de Liszt et von Bülow), Melism Records, 2017

## Distinctions
- Chevalière de la Légion d'honneur (2016)[7]
- Médaille de la Ville de Dinard (2014)[8]

- Le CD en hommage à Alfred Cortot reçoit le « Prix international de Turin » (CIRVI), prix de la meilleure interprétation des Légendes de Liszt : « Saint François d’Assise : la prédication aux oiseaux » et « Saint François de Paule marchant sur les flots »[3]